# Sunday School Musical
Pour plus de détails, voir Fiche technique et Distribution.
Sunday School Musical est un film américain réalisé par Rachel Goldenberg, produit par David Michael Latt, cofondateur de The Asylum. Cette comédie musicale est sortie directement en DVD en octobre 2008 aux États-Unis. Il s'agit d'un mockbuster de High School Musical 3 : Nos années lycée.

## Synopsis
Zachary déménage et laisse ses amis du lycée et la chorale de son église chrétienne évangélique. Après quelques difficultés, il se fait de nouveau amis et se joint à une nouvelle chorale. Lorsque sa nouvelle église est menacée de fermeture, il aidera sa chorale à remporter un concours afin de remporter des fonds pour la sauvegarde de l’église.

## Fiche Technique
- Titre original : Sunday School Musical
- Réalisateur : Rachel Goldenberg
- Producteur : David Michael Latt
- Sociétés de production : Faith Films, The Asylum
- Scénariste : Rachel Goldenber et Ashley Holloway
- Public : tout public
- Durée : 90 minutes
- Budget : 100 000 $
- Lieu de tournage : Canada

## Distribution
- Chris Chatman (VF : Jean-Marco Montalto) : Zachary
- Candise Lakota : Savannah
- Krystle Connor : Aundrea
- Robert Acinapura (VF : Yannick Blivet) : Miles
- Amy Ganser : Margaret
- Millena Gay : Anita
- Dustin Fitzsimons (VF : Vincent de Bouard) : Charlie
- Hitcliff Leigh Tan : Trevor
- Mark Hengst : Pasteur Joe
- Rae Silva : Tante Janet
- Kesha Ealy : Madame Howell
- Shane Carther Thomas : Jake
- Debra Lynn Hull : Madame Stewart
- Justin Spanko : Papa
- Daniel R. Roberts : Monsieur Crane
- Brian Brinkman : Monsieur Harison
- Sharon Diane King : Annonceur
- Tom Nance : MC
- Shari Emami : Fille à l'église
- Cecile del Rosario : Laura
- Sharon Stockbridge : Sadie
- Gina Triola : Membre de l'église

## Autour du film
Ce film est un mockbuster de High School Musical 3 : Nos années lycée.